# 아시카가군

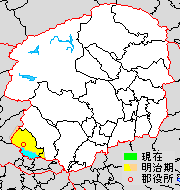
도치기현 아시카가군의 범위

아시카가군(足利郡)은 일본 도치기현(시모쓰케국)에 있던 군이다.

## 군역
1878년 행정 구역으로 발족할 당시의 군역은, 현재이 행정 구역으로 대체로 아래 구역에 해당한다.
- 아시카가시(와타라세강 이북)
- 사노시의 일부
- 군마현 기류시의 일부

1896년의 군 개편 후에, 아시카가시의 잔여부 중 일부를 아라카네초·후지모토초·신주쿠초·사토야바초·미나미오초를 제외한 구역이 아시카가군 소속이었다.

## 역사
- 1878년 11월 8일 - 군구정촌 편제법이 도치기현에서 시행되면서, 행정 구역으로서의 아시카가군이 발족.

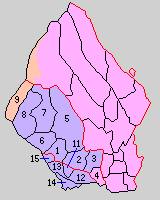
1.아시카가정 2.게노촌 3.도미타촌 4.아즈마촌 5.기타고촌 6.사카니시촌 7.미와촌 8.오마타촌 9.히시촌 11.야나다촌 12.구노촌 13.미쿠리야촌 14.쓰쿠바촌 15.야마베촌 (보라:아시카가시 분홍:사노시 등색:군마현 기류시)

- 1889년 4월 1일 - 정촌제 시행으로, 아래의 정촌이 발족. 따로 적은 경위 외는 현 아시카가시.(1정 8촌)
  - 아시카가정(足利町)
  - 게노촌(毛野村)
  - 도미타촌(富田村)
  - 아즈마촌(吾妻村): 현 사노시
  - 기타고촌(北郷村)
  - 사카니시촌(坂西村)
  - 미와촌(三和村)
  - 오마타촌(小俣村)
  - 히시촌(菱村): 현 군마현 기류시
- 1893년
  - 3월 1일 - 사카니시촌이 폐지되고, 일부에 미에촌(三重村), 잔여부에 야마마에촌(山前村)이 발족.(1정 9촌)
  - 6월 1일 - 오마타촌의 일부가 분리되어 하지카촌(葉鹿村)이 발족.(1정 10촌)
- 1896년 4월 1일 - 아시카가군·야나다군의 구역을 가지고, 새로이 아시카가군을 설립. 야나다군의 5촌(야나다촌(梁田村), 구노촌(久野村), 미쿠리야촌(御厨村), 쓰쿠바촌(筑波村), 야마베촌(山辺村))이 아시카가군 소속이 됨.(1정 15촌)
- 1921년
  - 1월 1일 - 아시카가정이 시제 시행으로 아시카가시(足利市)가 되어, 군에서 이탈.(15촌)
  - 4월 1일 - 미쿠리야촌이 정제 시행으로 미쿠리야정(御厨町)이 됨.(1정 14촌)
- 1922년 4월 1일 - 기타고촌의 일부가 분리되어 나구사촌(名草村)이 발족.(1정 15촌)
- 1923년 1월 1일(3정 13촌)
  - 오마타촌이 정제 시행으로 오마타정(小俣町)이 됨.
  - 하지카촌이 정제 시행으로 하지카정(葉鹿町)이 됨.
- 1938년 4월 1일 - 야마베촌이 정제 시행으로 야마베정(山辺町)이 됨.(4정 12촌)
- 1951년 3월 30일 - 게노촌이 아시카가시에 편입.(4정 11촌)
- 1953년 4월 1일 - 야마베정이 아시카가시에 편입.(3정 11촌)
- 1954년
  - 8월 1일 - 미에촌·야마마에촌이 아시카가시에 편입.(3정 9촌)
  - 11월 1일 - 기타고촌·나구사촌이 아시카가시에 편입.(3정 7촌)
- 1955년
  - 1월 1일 - 아즈마촌이 사노시(佐野市)에 편입.(3정 6촌)
  - 3월 31일(2정 2촌)
    - 오마타정·하지카정·미와촌이 합병하여, 사카니시정(坂西町)이 발족.
    - 미쿠리야정·구노촌·쓰쿠바촌·야나다촌이 합병하여, 새로이 미쿠리야정이 발족.
- 1959년
  - 1월 1일 - 히시촌이 군마현 기류시에 편입(월경 합병).(2정 1촌)
  - 4월 1일 - 도미타촌이 아시카가시에 편입.(2정)
- 1962년 10월 1일 - 사카니시정·미쿠리야정이 아시카가시에 편입. 이날 아시카가군은 소멸. 도치기현 내에서는 1896년 군 개편 이후 첫 군 소멸이다.

## 참고 문헌
- 《가도카와 일본 지명 대사전》 편집위원회, 편집. (1984년 11월 1일). 《가도카와 일본 지명 대사전》. 9 도치기현. 가도카와 쇼텐. ISBN 4040010906.